# Koge-Donbo
Koge-Donbo (こげどんぼ?), pseudonimo di Kokoro Koharuno (Tokyo, 27 febbraio 1976), è una fumettista giapponese.

## Opere
- Aquarian Age
- Chicchana Yukitsukai Sugar (Sugar la Fatina della Neve)
- Di Gi Charat
- Doki-Doki Tama-Tan
- Kamichama Karin (Karin Piccola Dea)
- Kamichama Karin Chu
- Koi-Hime Soshi
- Kon-Kon Kokon
- Naki Shoujo no Tame no Pavane
- Pita Ten
- Princess Concerto
- Sumo-Oh
- Winter Garden
- Yoki, Koto, Kiku.